# Саммит G-20 в Рио-де-Жанейро (2024)
Саммит G-20 в Рио-де-Жанейро — девятнадцатая встреча глав государств Группы двадцати (G20), которая прошла 18—19 ноября 2024 года в Бразилии, в Музее современного искусства Рио-де-Жанейро.

## Президент
Председательство Бразилии официально началось 1 декабря 2023 года под председательством президента Луиса Инасиу Лулы да Силвы под девизом «Построение справедливого мира и устойчивости планеты».

## Приоритеты повестки дня
Бразилия определила три основных приоритета повестки дня для диалога G20 в 2024 году:
- социальная инклюзия и борьба с голодом;
- энергетический переход и устойчивое развитие в его социальных, экономических и экологических аспектах;
- реформа институтов глобального управления.

Обращаясь к странам G20 в Индии 10 сентября 2023 года, Лула да Силва объявил о создании рабочей группы по глобальной мобилизации против изменения климата с целью создания форм для получения дохода и сокращения неравенства для людей, пострадавших от изменения климата. Ещё одним направлением бразильского председательства станет работа по всеобъемлющей реформе глобальных институтов, таких как Всемирный банк, Международный валютный фонд и Всемирная торговая организация, в дополнение к реформе Совета Безопасности ООН, с целью расширения голоса и влияния «Глобального Юга» на мировой арене.
G20 Social
Бразильское председательство также инициировало площадку «G20 Social», где впервые организация привлечёт гражданское общество к дебатам, на котором оно сможет принять участие и внести свой вклад в обсуждения и формулирование политики в отношении саммита.

## Договор против голода и бедности
24 июля 2024 года федеральное правительство Бразилии, совместно со странами G20 и международными организациями, разработало многосторонний договор «Глобальный альянс против голода и бедности» для поддержки и ускорения усилий по искоренению голода и бедности, одновременно сокращая неравенство. Ратификация всеми сторонами ожидается в ноябре 2024 года во время саммита G20.

## Участники саммита
Саммит 2024 года стал первым для президента Аргентины Хавьера Милея, премьер-министра Великобритании Кира Стармера, президента Мексики Клаудии Шейнбаум, президента Индонезии Прабово Субианто и премьер-министра Япония Сигэру Исиба, а также стал последним для президента США Джо Байдена, председателя Европейского совета Шарля Мишеля, президента Республики Кореи Юн Сок Ёля, премьер-министра Канады Джастина Трюдо и канцлера Германии Олафа Шольца.
В саммите отказался участвовать президент России Владимир Путин, объяснив это нежеланием срывать мероприятие в связи с ордером на его арест, выданным Международным уголовным судом (Бразилия, согласно Римскому статуту, обязана была арестовать Путина). Россию на саммите представлял министр иностранных дел Сергей Лавров. На саммит также решил не приезжать фактический правитель Саудовской Аравии кронпринц Мухаммед ибн Салман; королевство представлял министр иностранных дел.

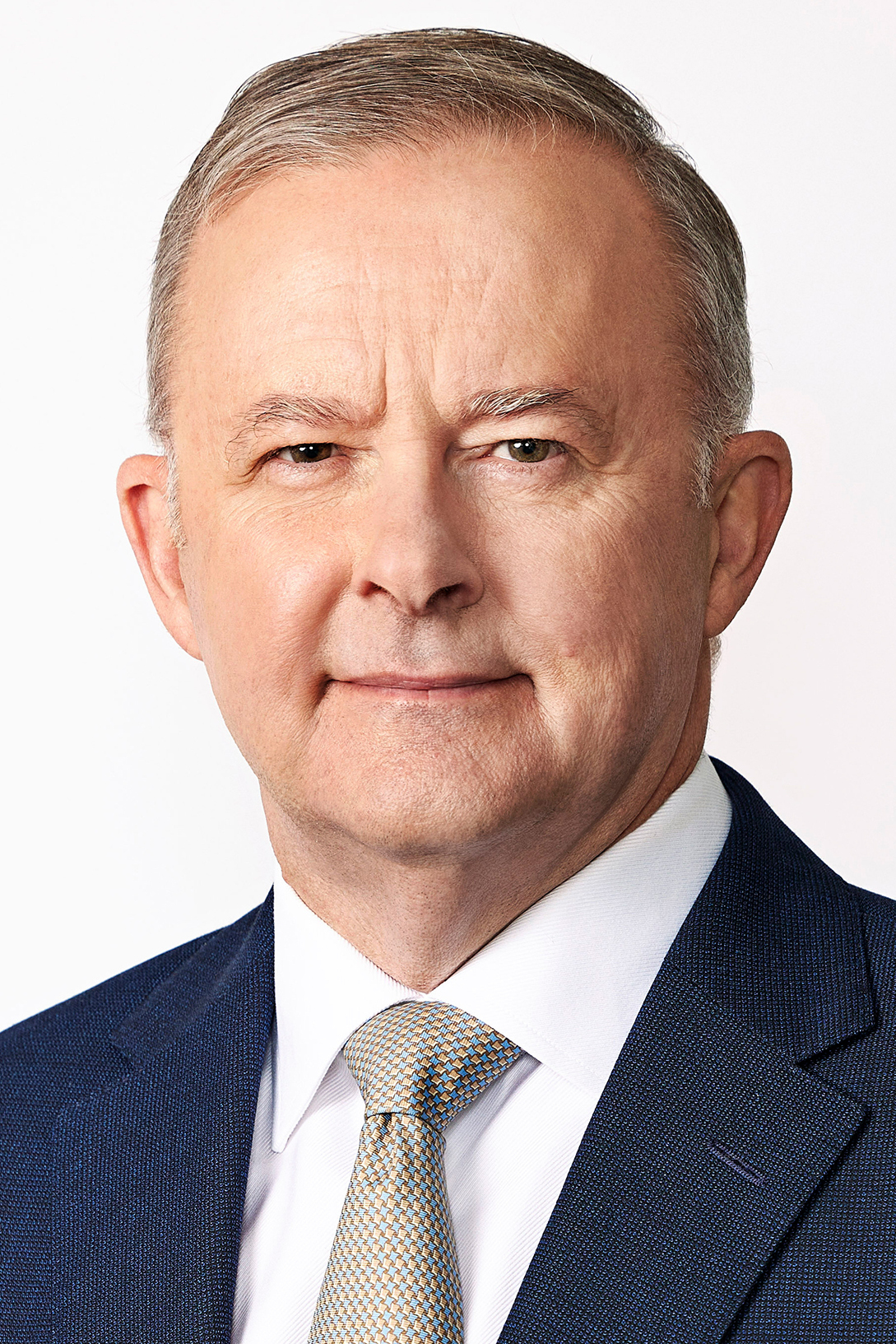
Австралия Энтони Албаниз, Премьер-министр
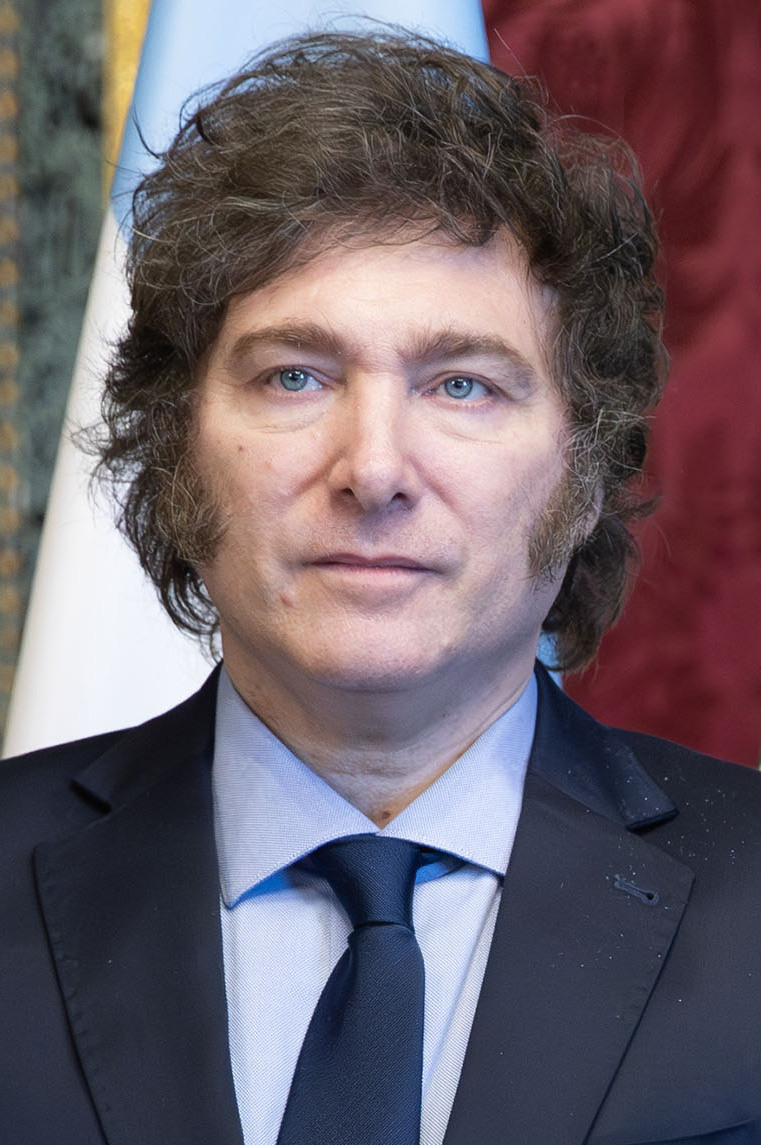
Аргентина Хавьер Милей, Президент
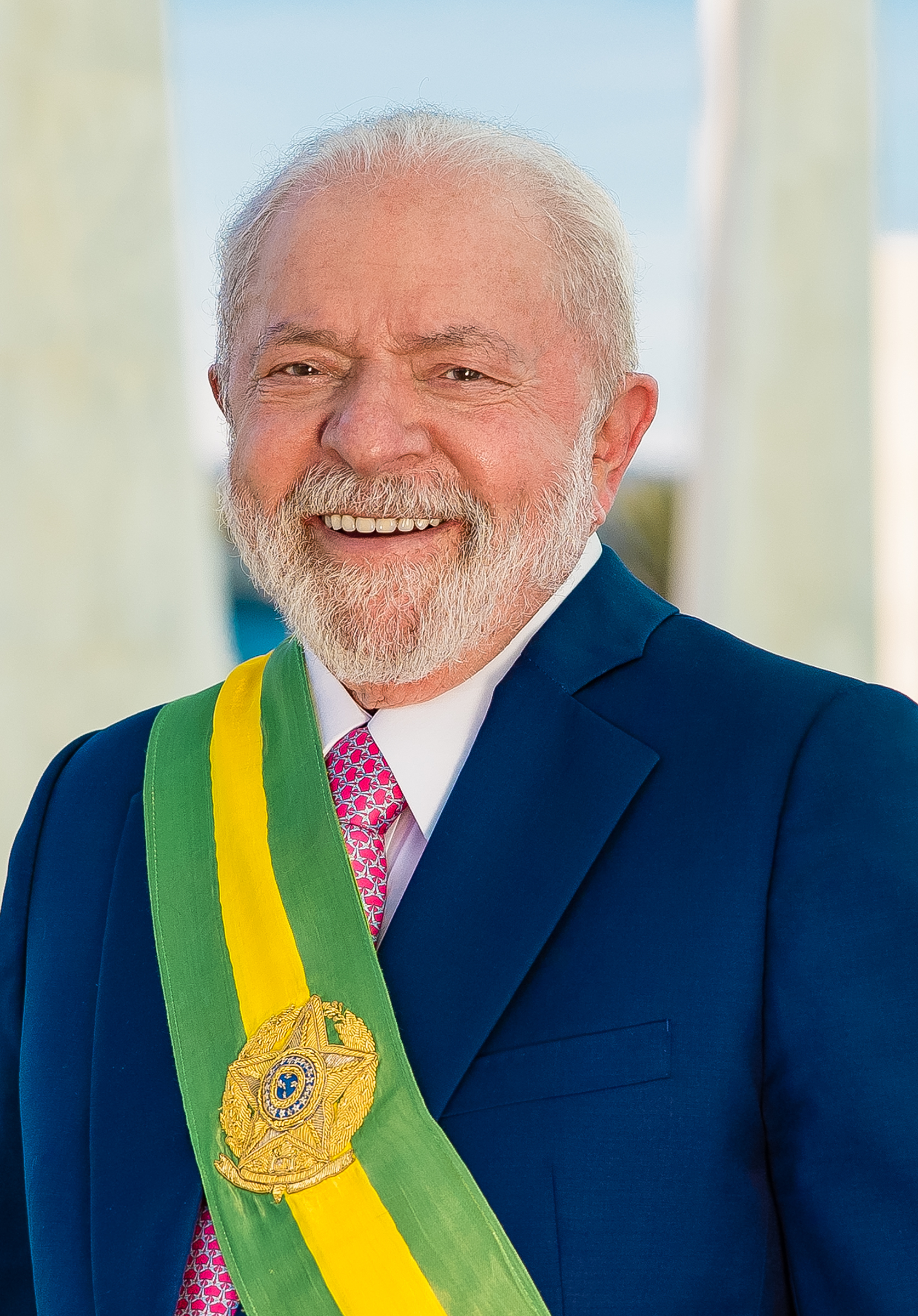
Бразилия Луис Инасиу Лула да Силва, Президент, Хозяин саммита
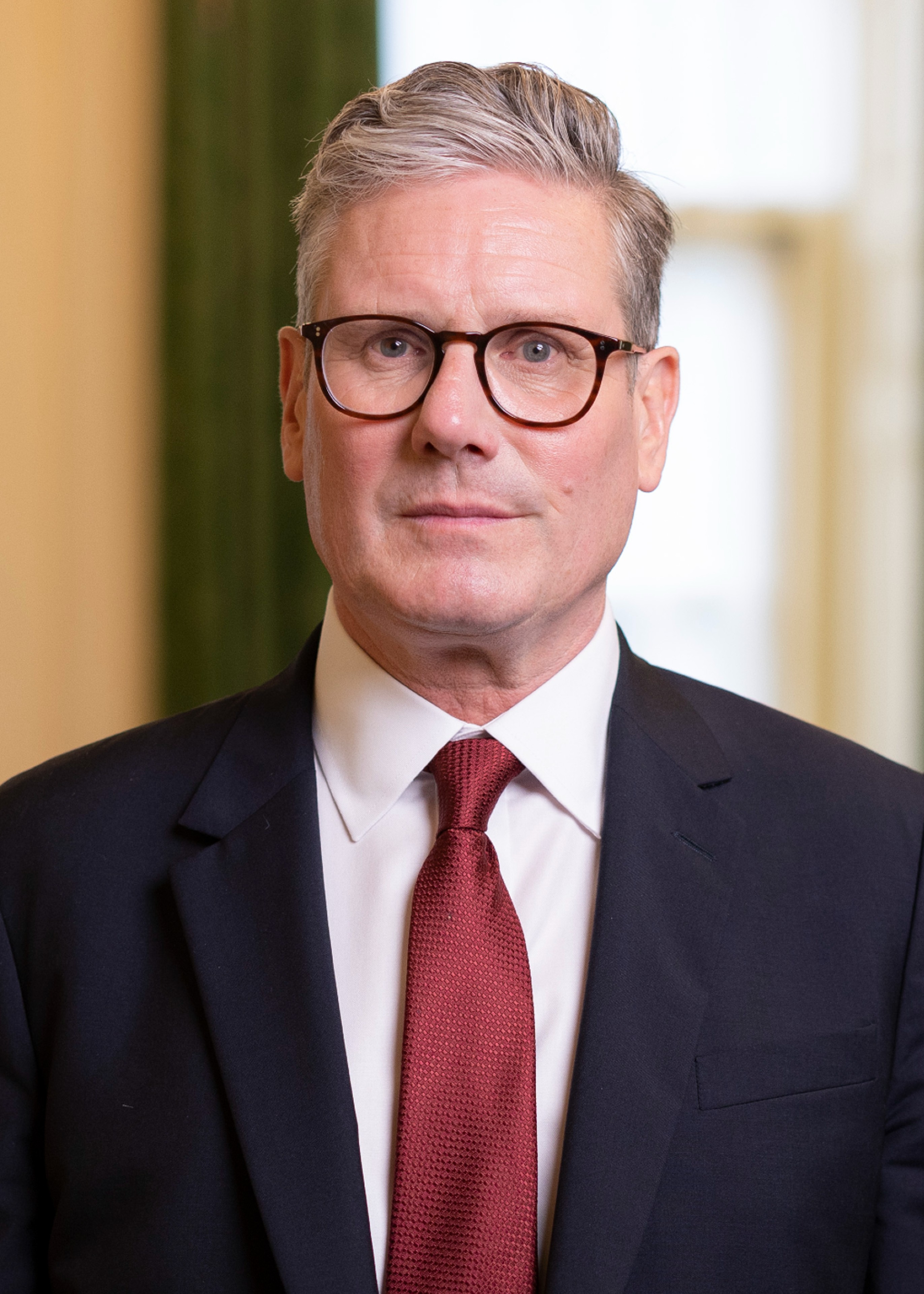
Великобритания Кир Стармер, Премьер-министр
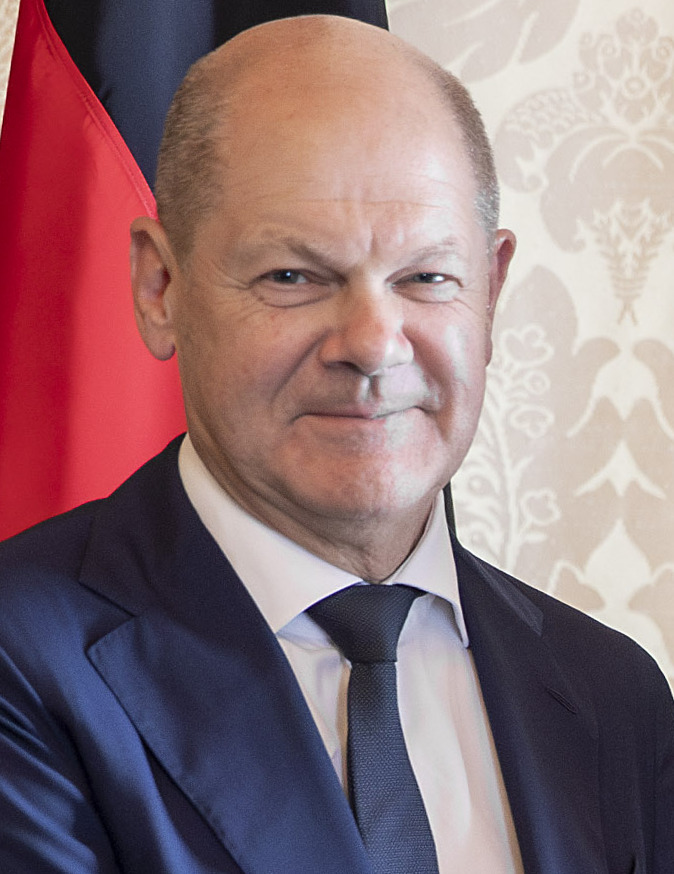
Германия Олаф Шольц, Канцлер
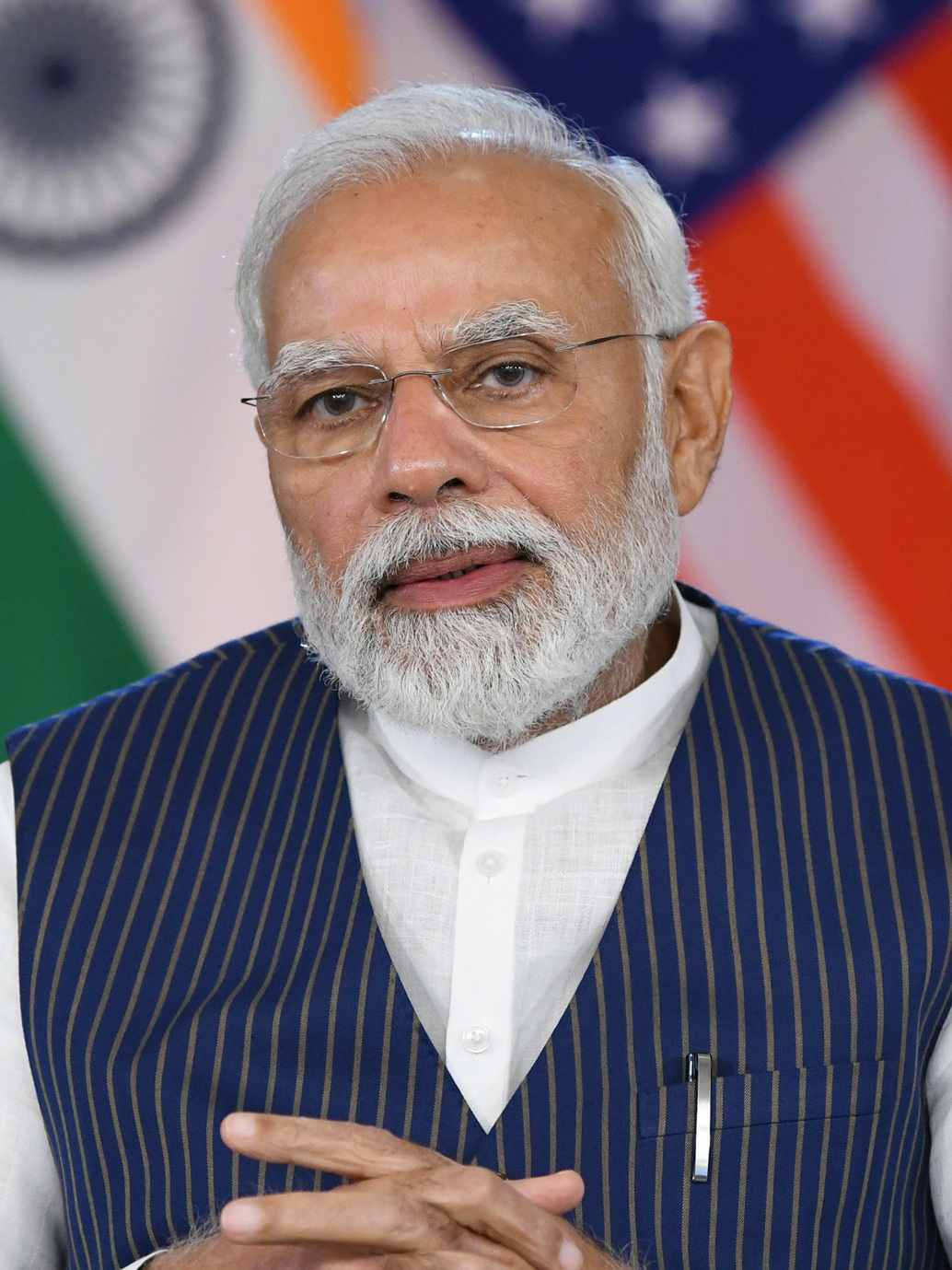
Индия Нарендра Моди, Премьер-министр
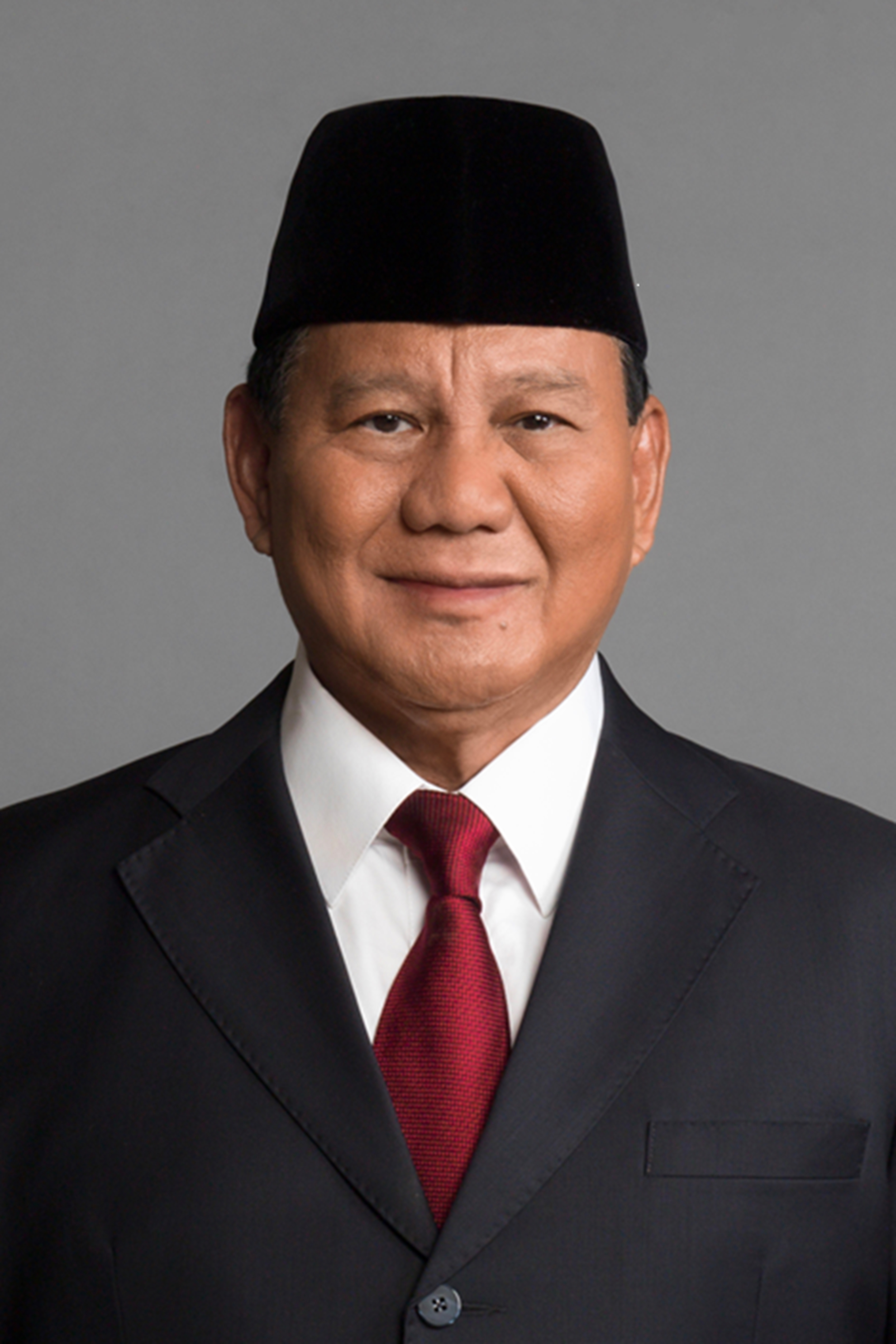
Индонезия Прабово Субианто, Президент
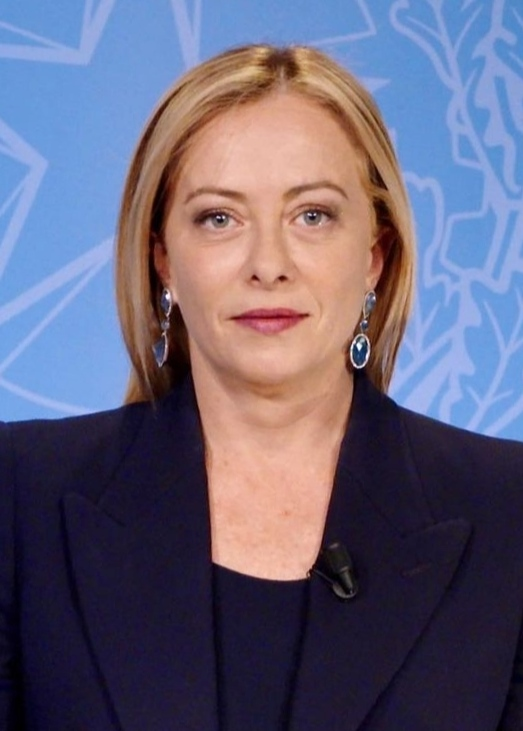
Италия Джорджа Мелони, Премьер-министр
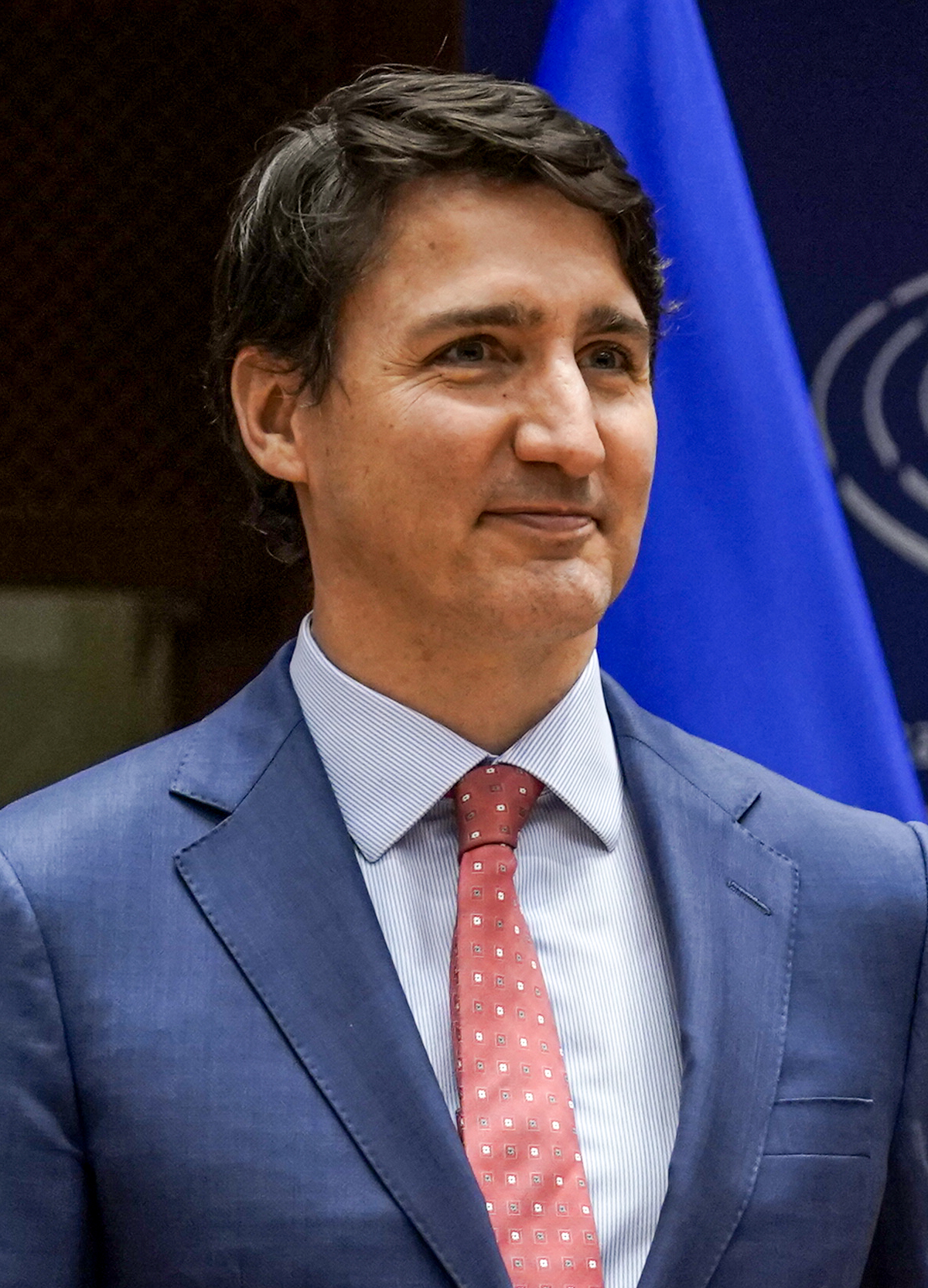
Канада Джастин Трюдо, Премьер-министр
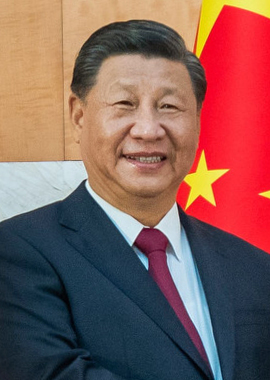
Китай Си Цзиньпин, Председатель
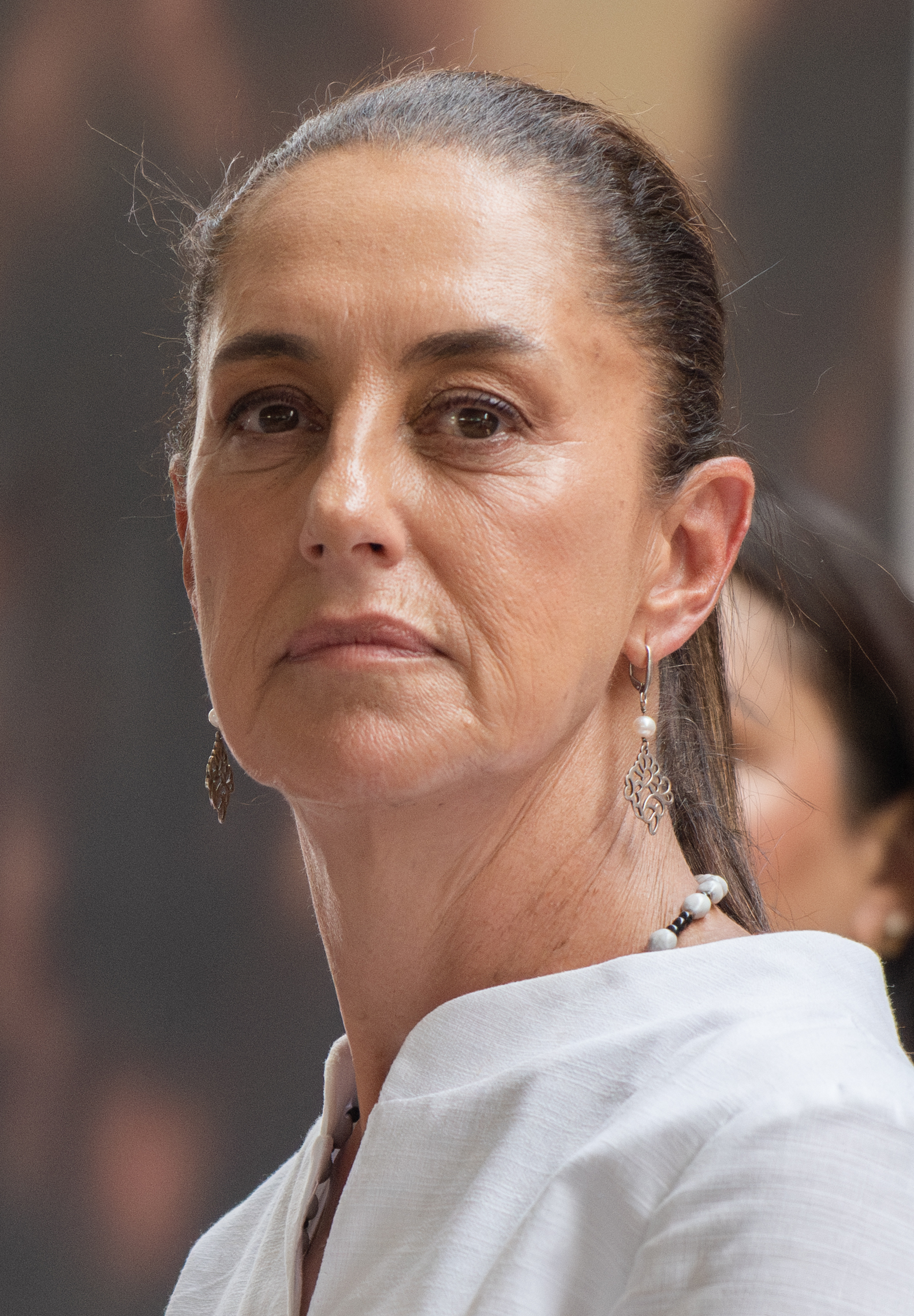
Мексика Клаудия Шейнбаум, Президент
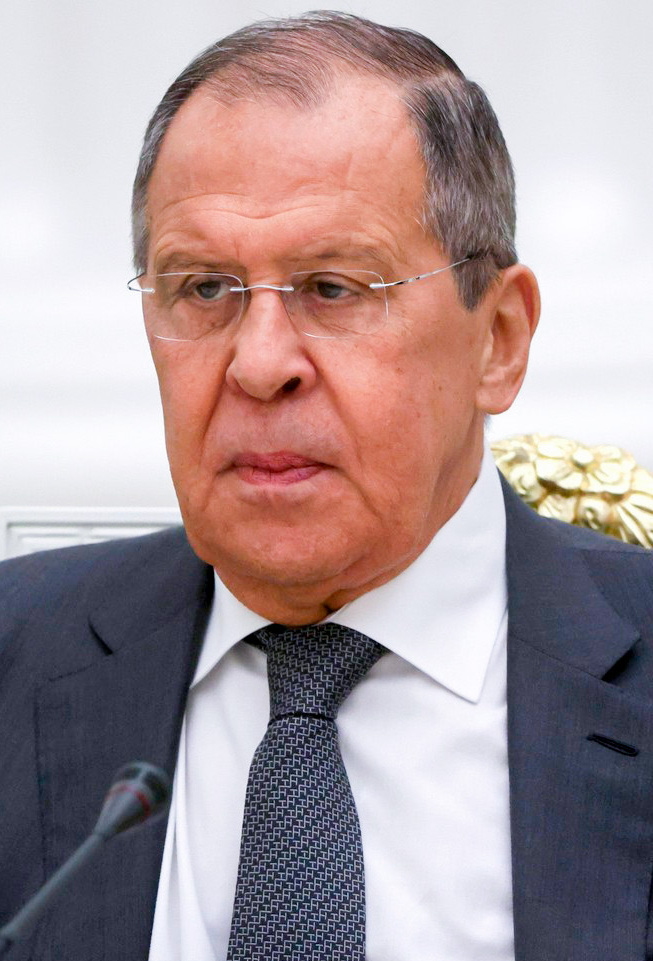
Россия Сергей Лавров, Министр иностранных дел
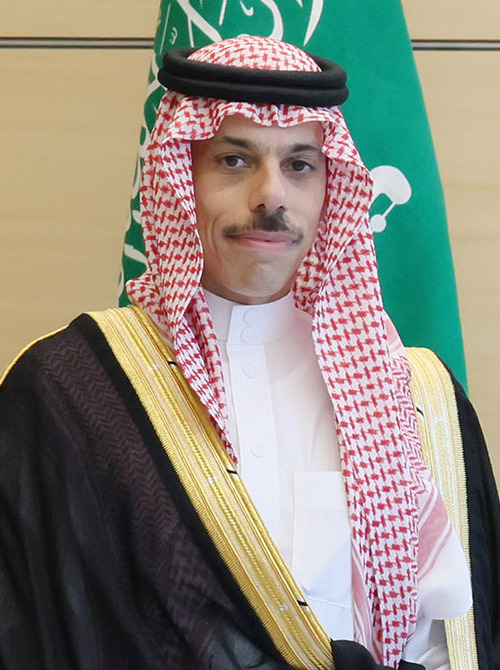
Саудовская Аравия Фейсал ибн Фархан Аль Сауд, Министр иностранных дел
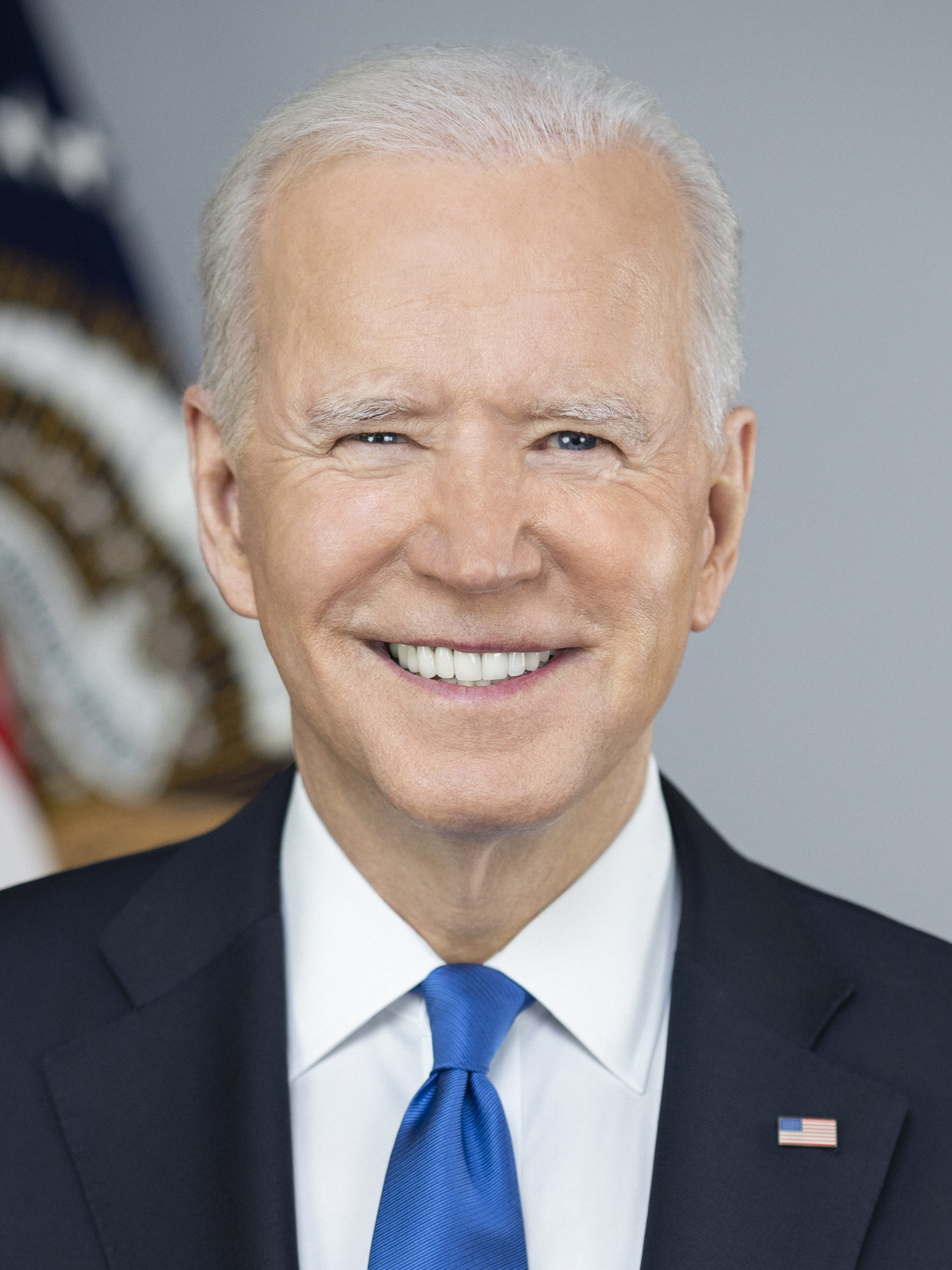
США Джо Байден, Президент
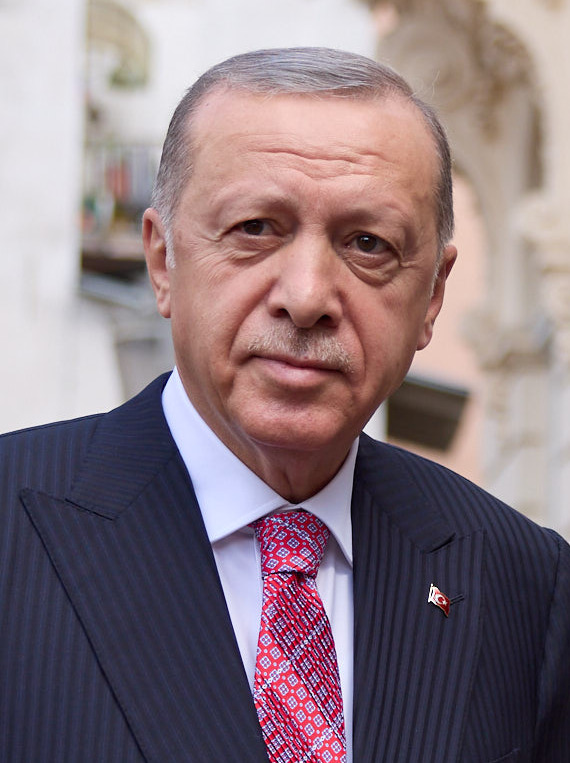
Турция Реджеп Эрдоган, Президент
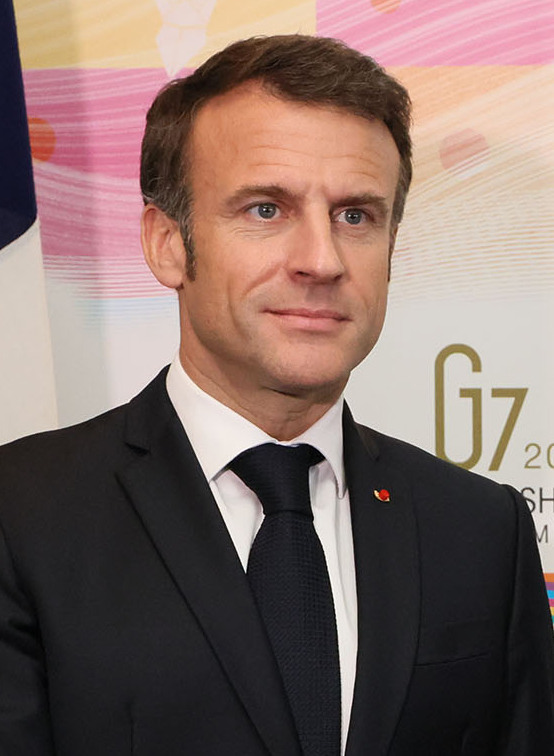
Франция Эмманюэль Макрон, Президент
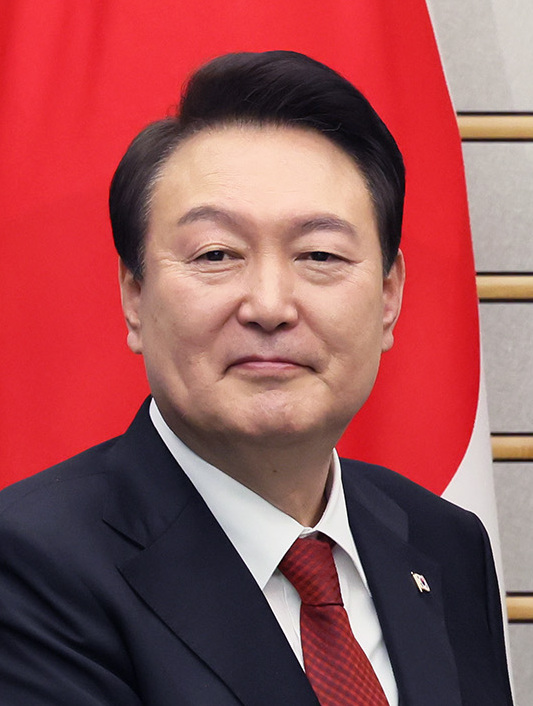
Республика Корея Юн Сок Ёль, Президент
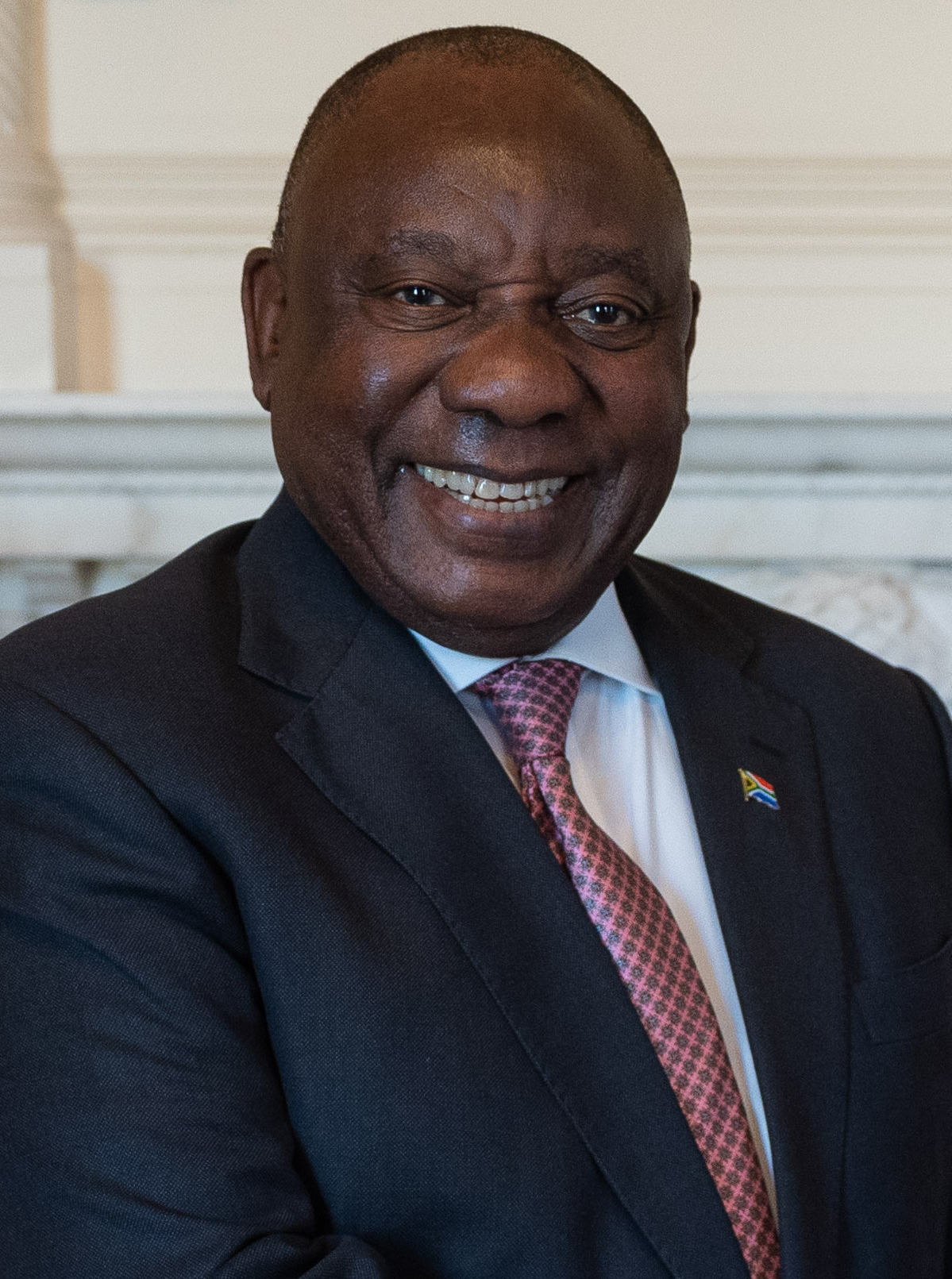
Южно-Африканская Республика Сирил Рамафоса, Президент
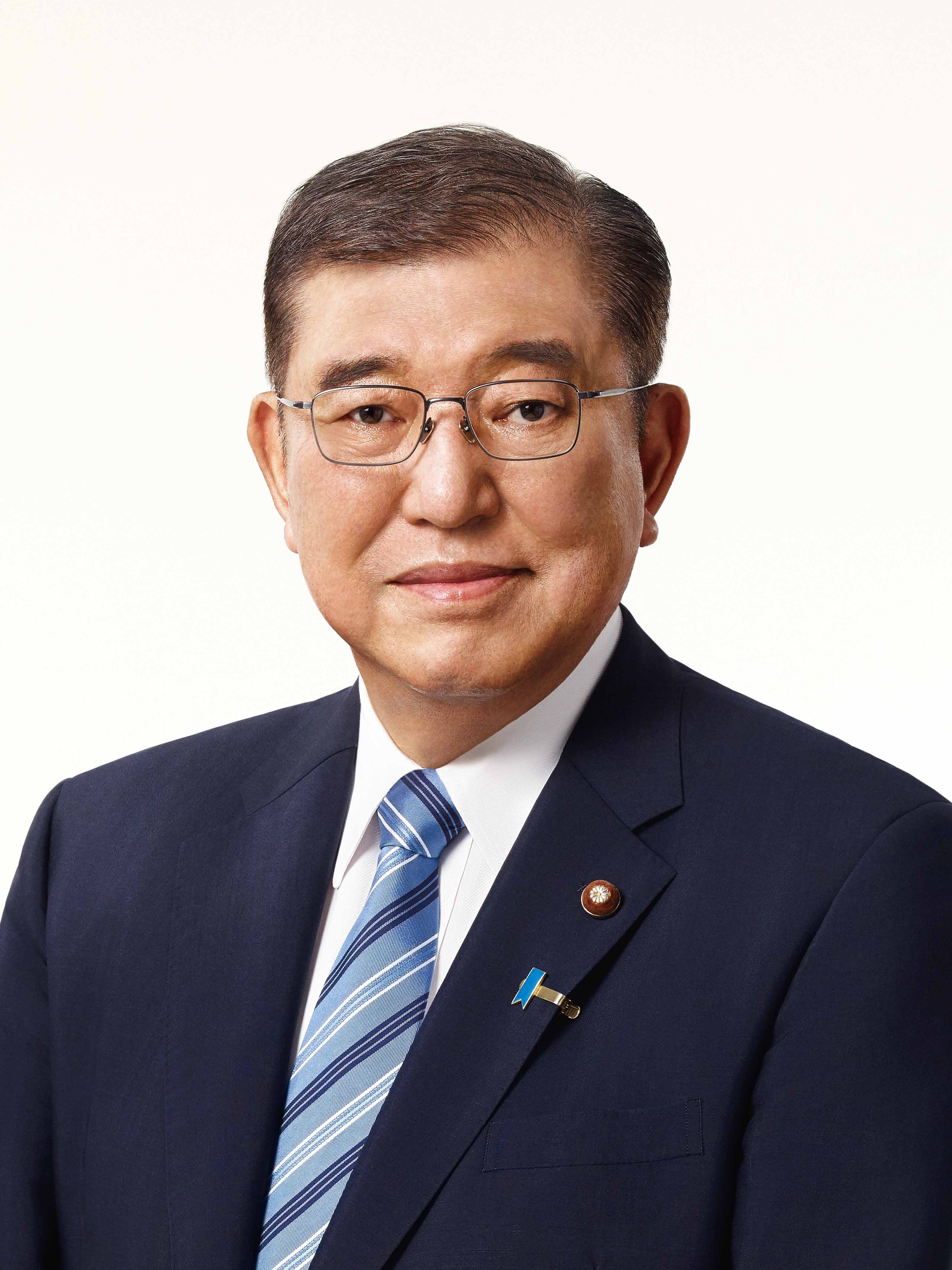
Япония Сигэру Исиба, Премьер-министр
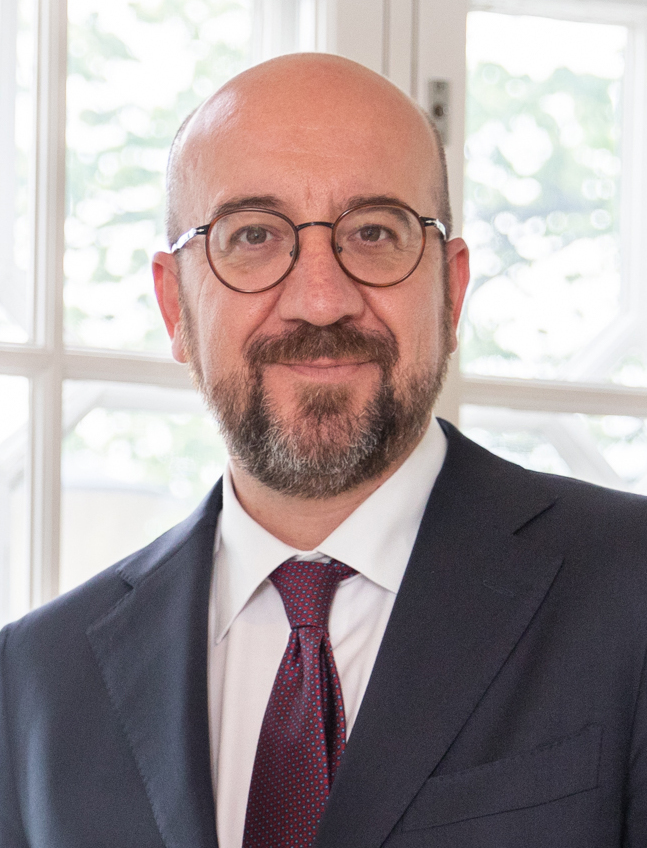
Шарль Мишель, Председатель Европейского совета
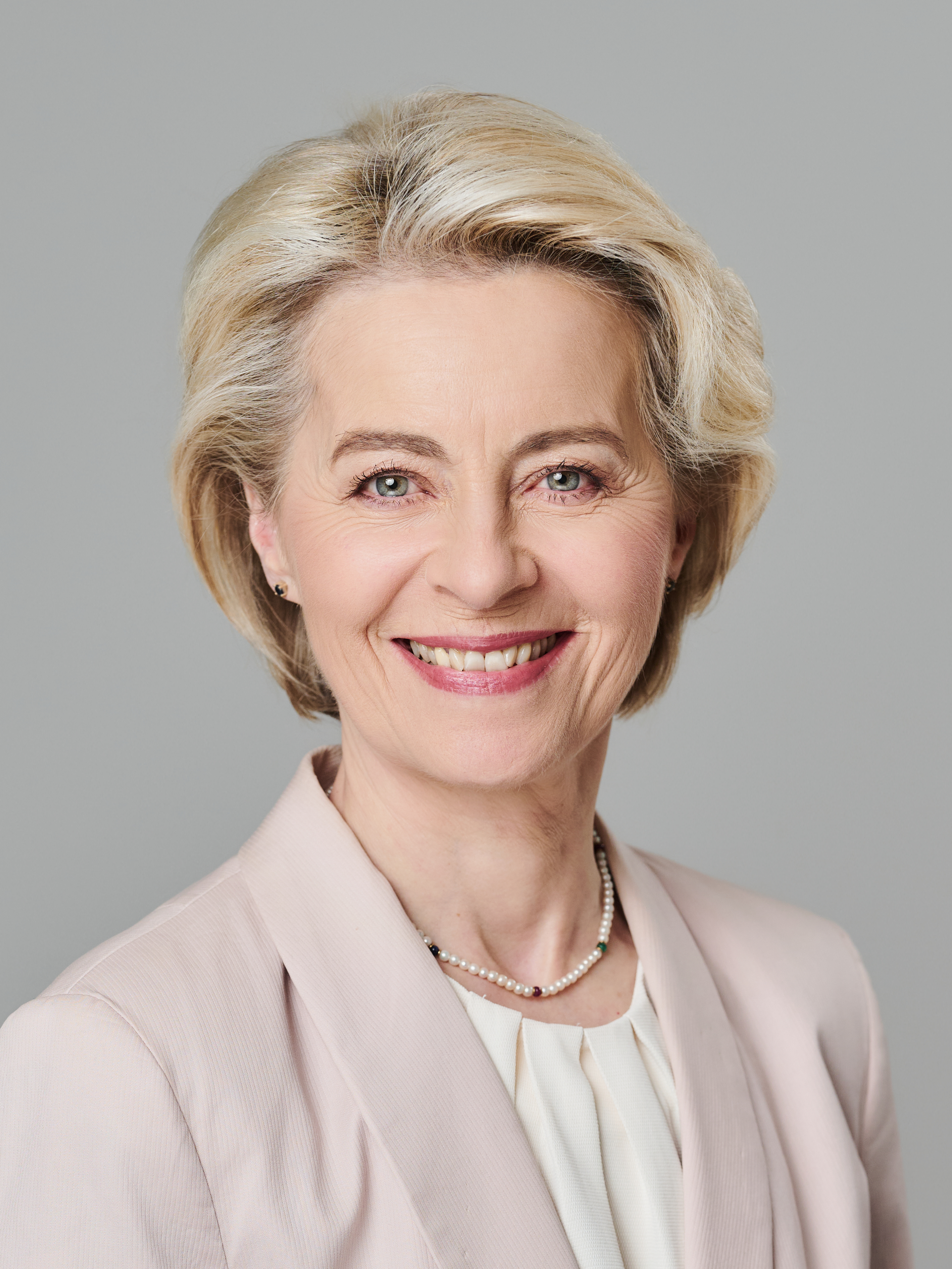
Урсула фон дер Ляйен, Председатель Европейской комиссии

### Приглашены в качестве гостей

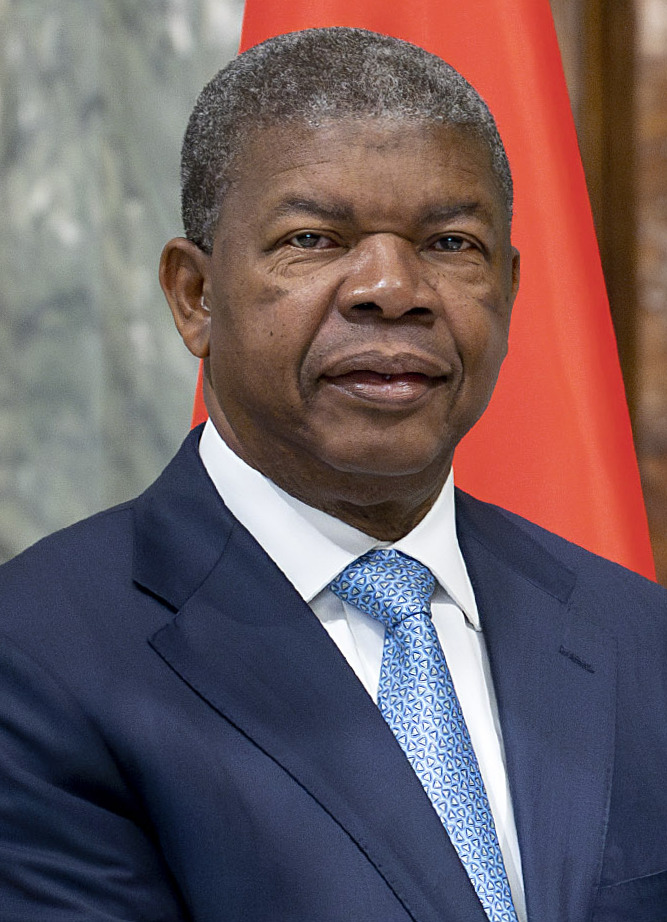
ANG Жуан Лоренсу, Президент
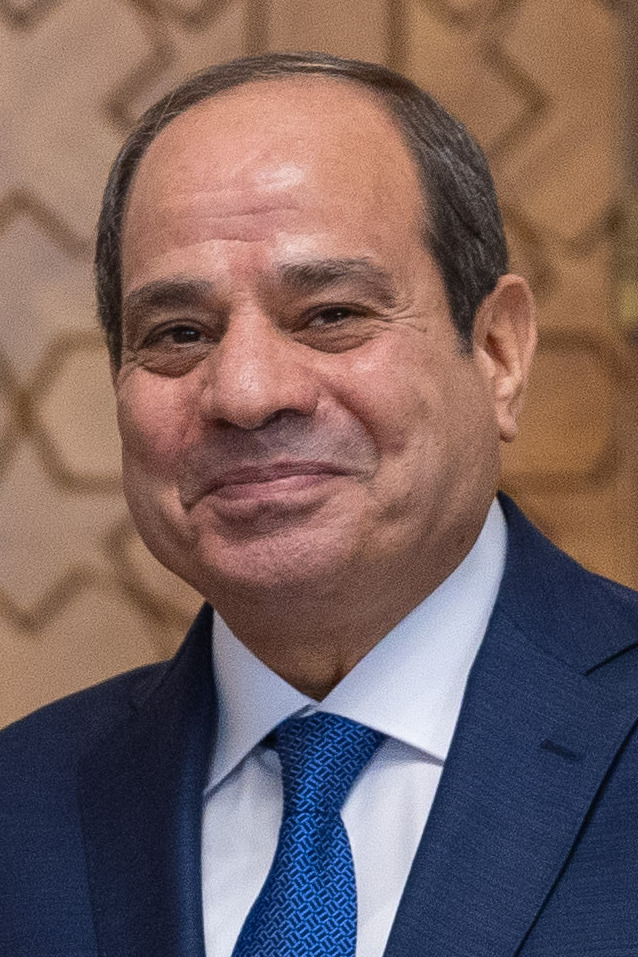
EGY Абдул-Фаттах ас-Сиси, Президент
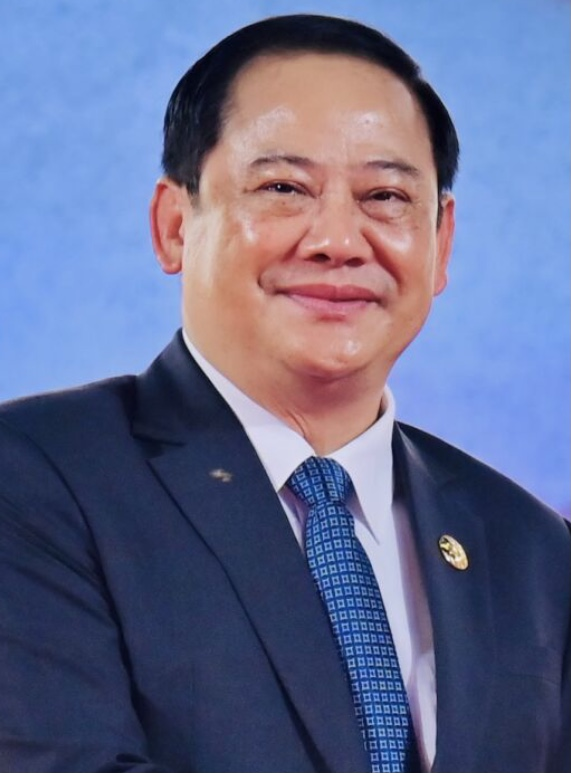
LAO Сонексай Сипхандон, Премьер-министр
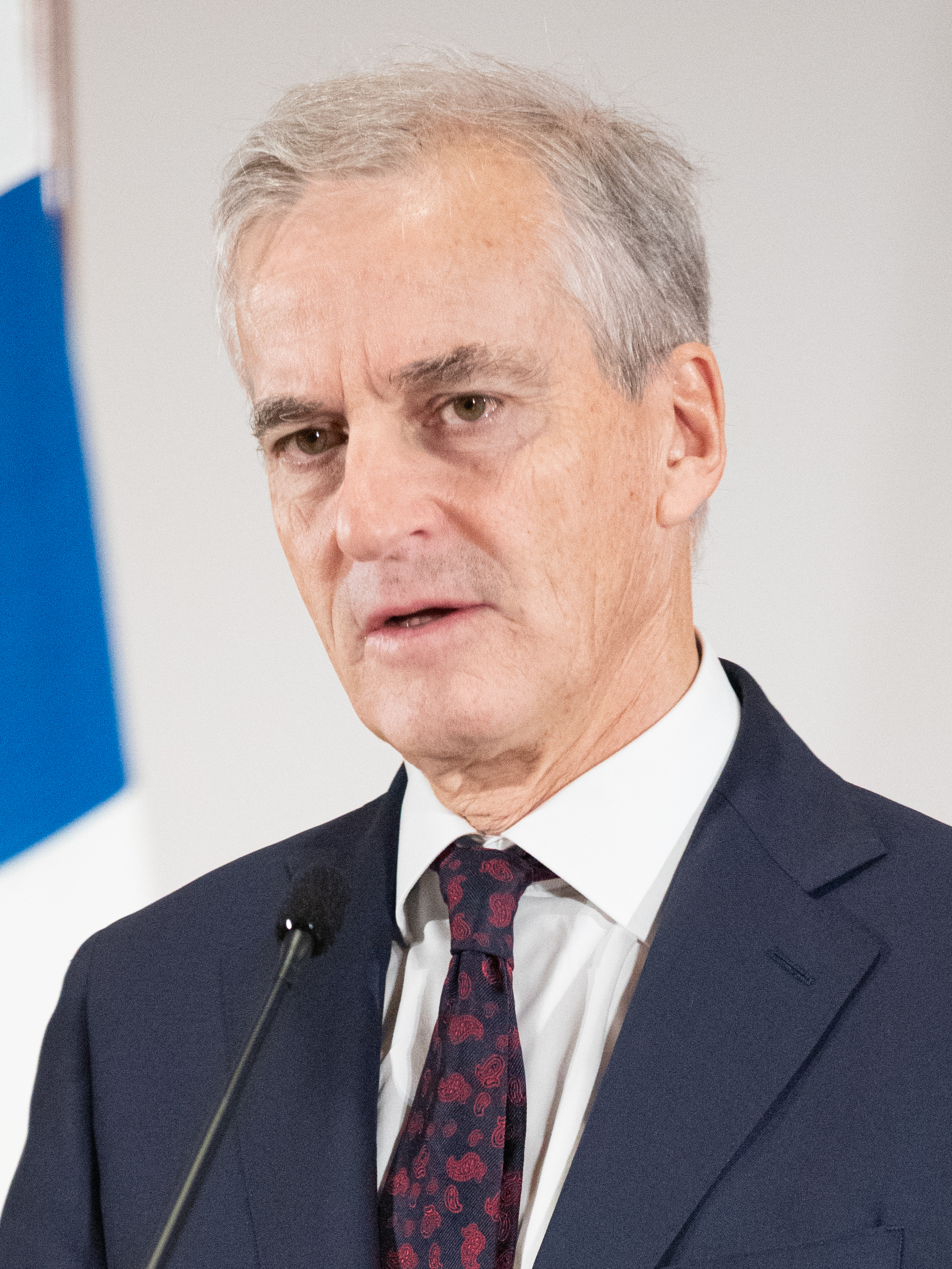
NOR Йонас Гар Стёре, Премьер-министр
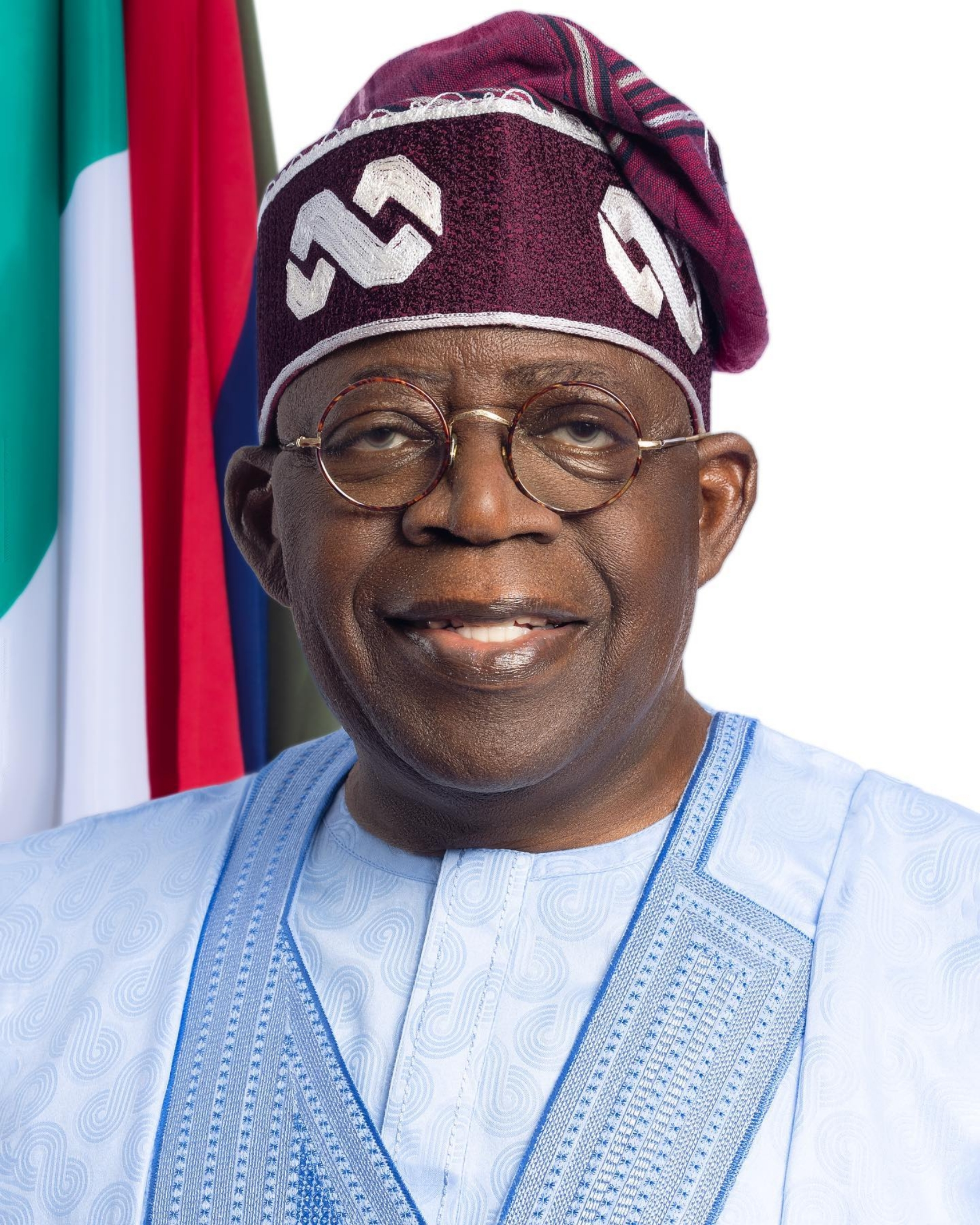
NGA Бола Тинубу, Президент
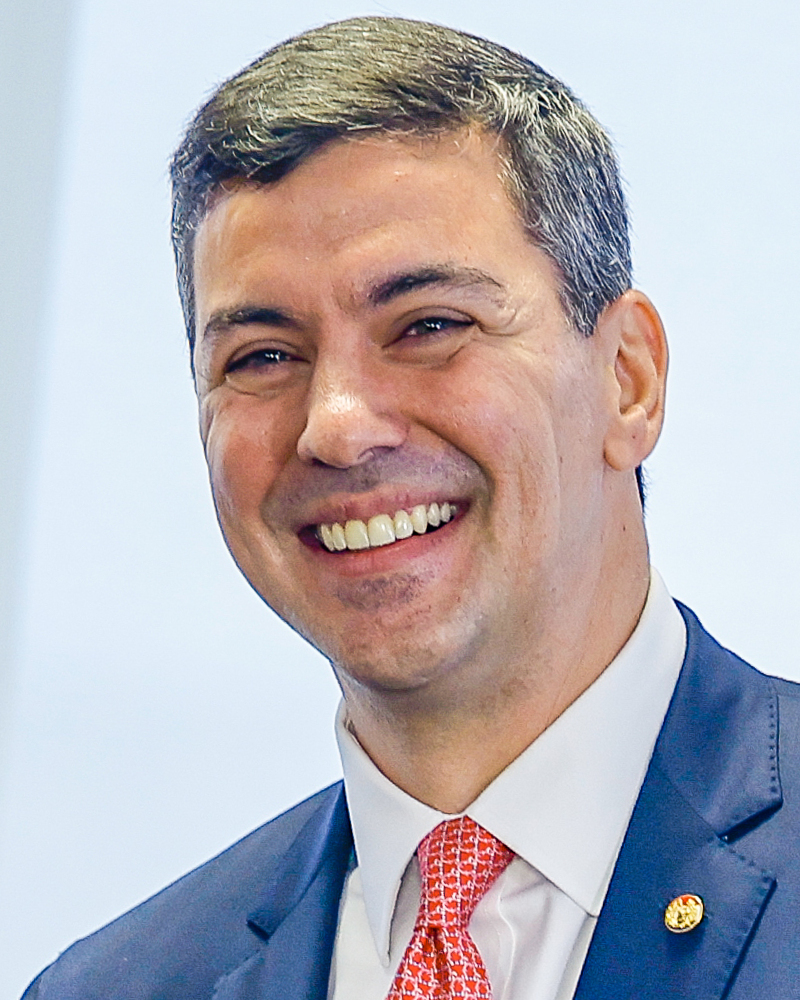
PRY Сантьяго Пенья, Президент
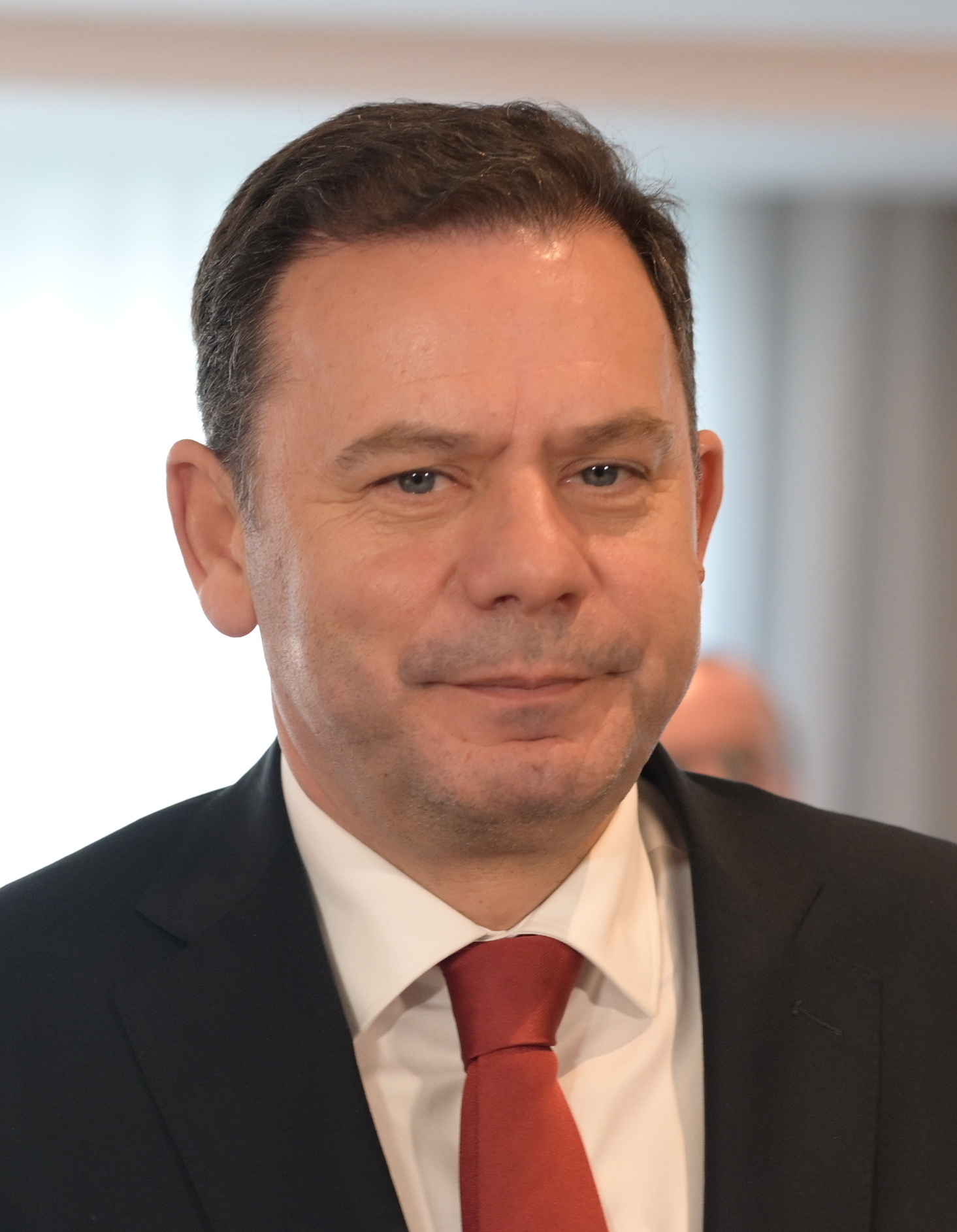
POR Луиш Монтенегру, Премьер-министр
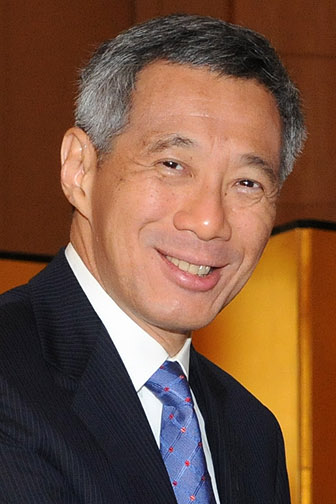
SGP Ли Сяньлун, Премьер-министр
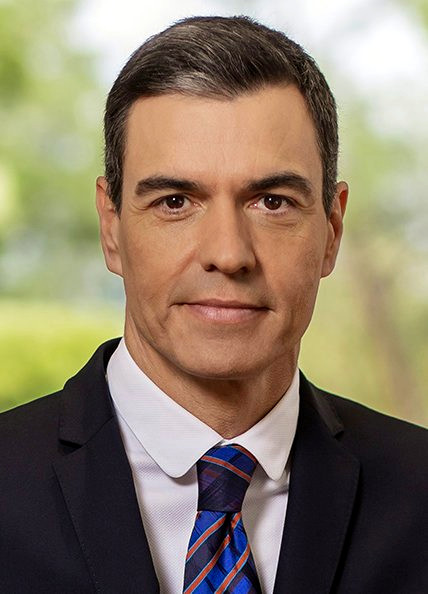
ESP Педро Санчес, Премьер-министр
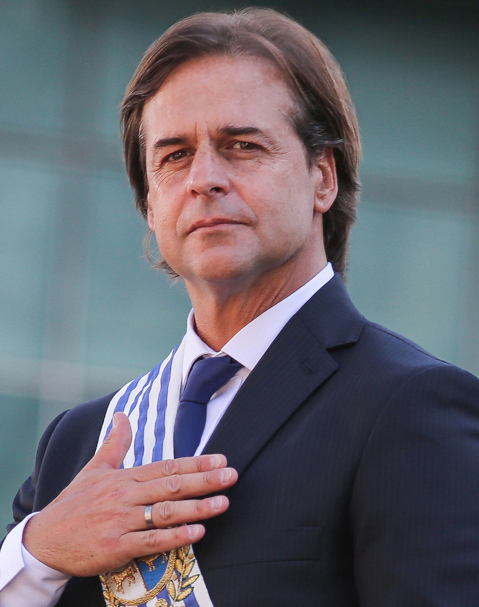
URY Луис Лакалье Поу, Президент
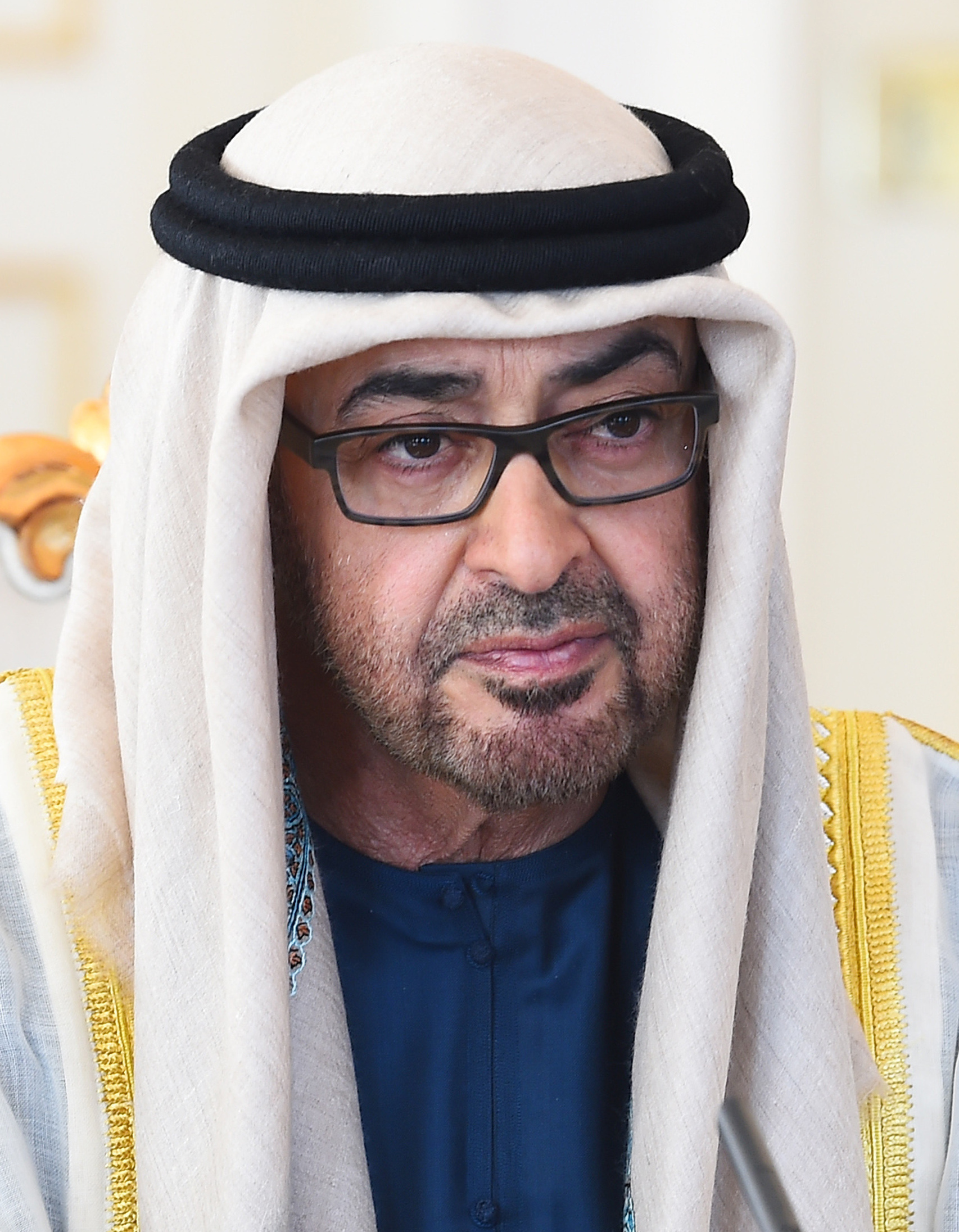
UAE Мухаммад ибн Заид Аль Нахайян, Президент

- Ангола
Жуан Лоренсу, Президент[11]
- Египет
Абдул-Фаттах ас-Сиси, Президент
- Лаос
Сонексай Сипхандон, Премьер-министр
- Норвегия
Йонас Гар Стёре, Премьер-министр
- Нигерия
Бола Тинубу, Президент
- Парагвай
Сантьяго Пенья, Президент[12]
- Португалия
Луиш Монтенегру, Премьер-министр
- Сингапур
Ли Сяньлун, Премьер-министр
- Испания
Педро Санчес, Премьер-министр
- Уругвай
Луис Лакалье Поу, Президент
- ОАЭ
Мухаммад ибн Заид Аль Нахайян, Президент